# Depozyt na żądanie
Depozyt na żądanie (a vista – z języka włoskiego „za okazaniem”) – środki pieniężne na rachunku bankowym, które można wycofać (wypłacić) w dowolnym momencie.